# Koulukatu–Puistokatu
Koulukatu et Puistokatu sont deux rues parallèles à Turku en Finlande.

## Présentation
Koulukatu et Puistokatu sont deux rues à sens unique qui assurent la circulation entre le quartier de Marti et la voie rapide de Naantali.
Une voie de circulation légère longe chacune des deux rues.
L'extrémité nord-ouest des rues entre Ratapihankatu et Köydenpunojankatu fait partie de la route nationale 8, et dans cette section, les rues passent sous la voie ferrée.
Koulukatu et Puistokatu convergent à l'intersection d'où partent la voie rapide de Naantali, Köydenpunojankatu et Tavarakatu.

## Koulukatu
Le trafic venant de Martinmäki passe le long de la rue appelée Myllyahde, traverse le tunnel du moulin (fi) puis emprunte le pont Myllysilta (fi) de  l'Aurajoki, après quoi commence Koulukatu.
La rue Koulukatu se termine après le passage à niveau à l'intersection de Köydenpunojankatu et mesure environ 1 200 mètres de long.

### Bâtiments et parcs de la rue
| N° | Bâtiment                           | Architecte             | Image | R.    |
|    | Caserne centrale des pompiers (fi) | Johan Eskil Hindersson |       |       |
|    | École de Mikael                    | Arthur Kajanus         |       | [ 1 ] |
|    | Parc de Mannerheim                 |                        |       |       |
|    | Maison de Ruusukortteli            |                        |       |       |

## Puistokatu
Puistokatu commence à l'intersection de Köydenpunojankatu, passe sous la voie ferrée et se termine au pont Martinstilta (fi) traversant l'Aurajoki, après quoi la rue est prolongée par Martinkatu. Les trottoirs de la rue sont bordés de rangées d'arbres partout sauf au niveau de l'église Saint-Michel.
Puistokatu fait plus de 1200 mètres de long.
Dans le plan de la ville de Turku conçu par Carl Ludvig Engel après le grand incendie de Turku en 1827, Puistokatu et son prolongement Martinkatu formaient l'une des trois rues les plus larges, les rues dites en perspective, pour lesquelles un pont sur l'Aurajoki devait également être construit.
Les autres rues en perspective étaient Kaskenkatu–Aurakatu et Uudenmaankatu–Aninkaistenkatu. Cependant, la construction du pont Martinsilta (fi) reliant Puistokatu et Martinkatu sera reportée en 1940.

### Bâtiments et parcs de la rue
| N° | Bâtiment                     | Architecte | Image | R. |
|    | Église Mikael                | Lars Sonck |       |    |
|    | Parc de Mannerheim           |            |       |    |
|    | Église pentecôtiste de Turku |            |       |    |
|    | Maison du Ruusukortteli      |            |       |    |
|    | Maison de police de Turku    |            |       |    |
|    | Martinsilta                  |            |       |    |

## Galerie

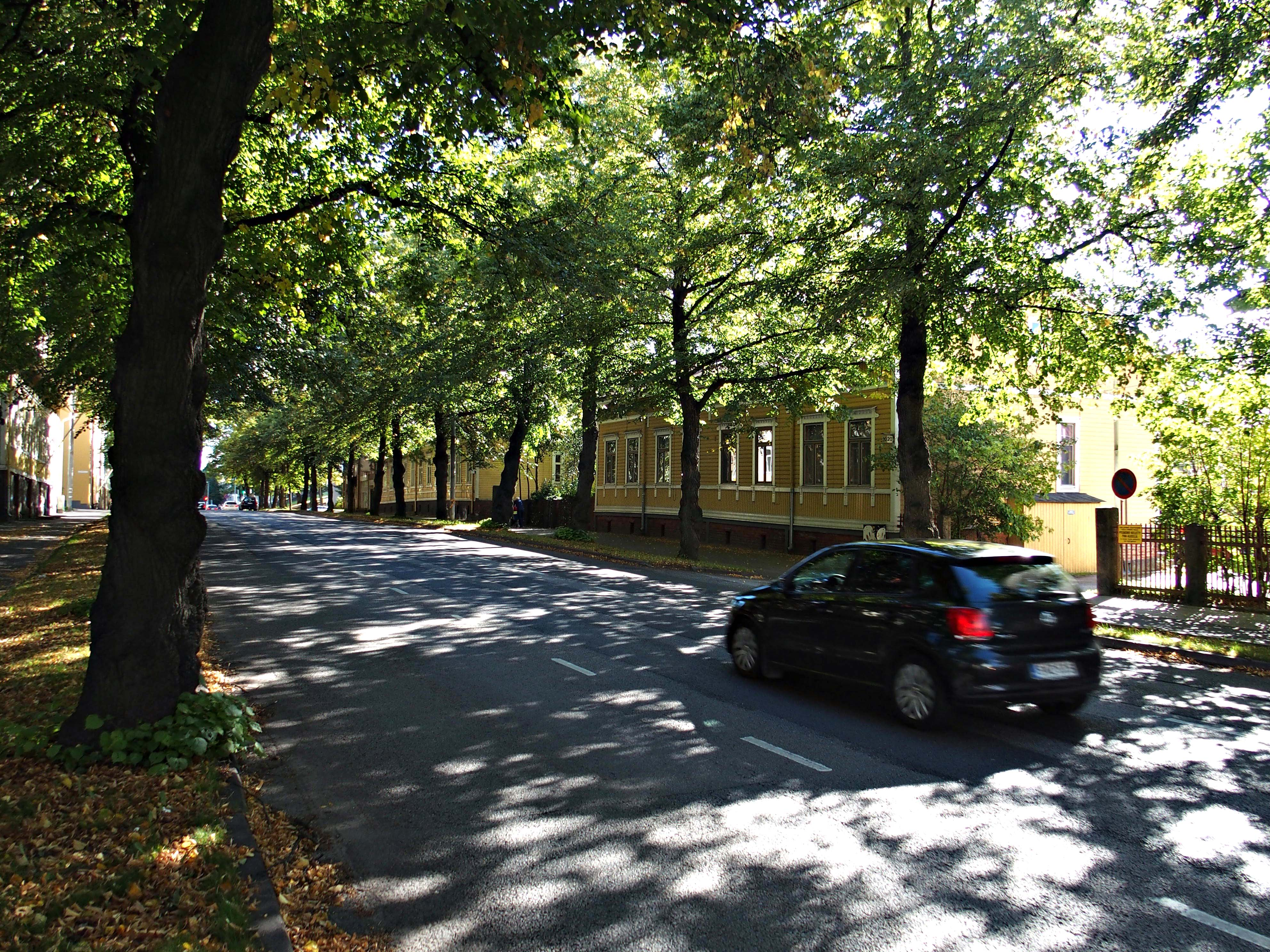
L'extrémité nord de Puistokatu, vers l'Aurajoki depuis Ratapihankatu.
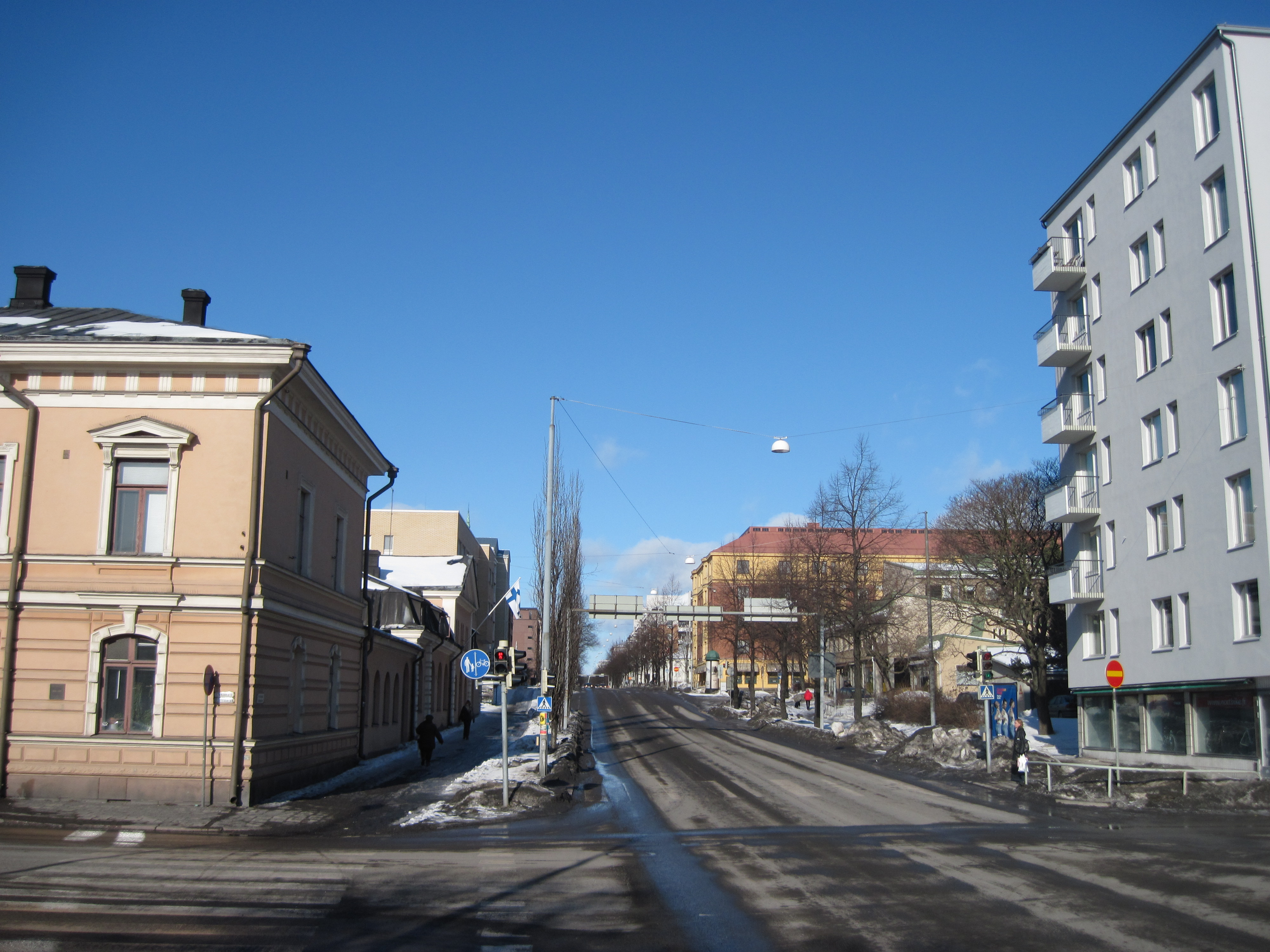
L'extrémité sud de Puistokatu vue de l'Aurajoki (Martinsilta).